# 中央广播电视总台欧洲拉美地区语言节目中心
中央广播电视总台欧洲拉美地区语言节目中心，简称总台欧拉中心，是中央广播电视总台内设机构，成立于2019年7月24日，主要负责除西班牙语、法语、俄语外的欧洲及拉丁美洲语言对外宣传节目的制作，管理中国国际广播电台的欧洲及拉丁美洲语言频率。

## 沿革
2019年7月24日，根据中央广播电视总台《关于成立中央广播电视总台欧洲拉美地区语言节目中心的决定》，决定整合原中国国际广播电台俄东中心和西拉中心、中国中央电视台西班牙语频道、法语频道、俄语频道的制播资源，设立中央广播电视总台欧洲拉美地区语言节目中心，作为总台内设机构，负责统筹原中国国际电视台（CGTN）西班牙语、法语、俄语频道及原中国国际广播电台18个语种的广播频率、官方网站、移动客户端的采编、制作、播出工作。
2021年5月11日，中央广播电视总台英语环球节目中心、亚洲非洲地区语言节目中心、欧洲拉美地区语言节目中心内设机构调整，总台欧洲拉美地区语言节目中心下设的西班牙语部、法语部、俄语部整建制划转至英语环球节目中心。

## 机构设置
根据《关于成立中央广播电视总台欧洲拉美地区语言节目中心的决定》等有关规定，中央广播电视总台欧洲拉美地区语言节目中心设置正处级内设机构17个。总台欧拉中心设置下列机构：

### 内设机构
- 综合部
- 策划采编部
- 融媒体制作部
- 德语部
- 意大利语部
- 葡萄牙語部
- 波兰语部
- 捷克语部
- 匈牙利语部
- 塞尔维亚语部
- 罗马尼亚语部
- 保加利亚语部
- 阿尔巴尼亚语部
- 克罗地亚语部
- 乌克兰语部
- 希腊语部
- 世界语部

## 历任领导
中央广播电视总台欧洲拉美地区语言节目中心主任
- 夏勇敏（2020年1月至今）[4]